# Ophiacodontidae
Ophiacodontidae jsou čeleď vyhynulých synapsidů, resp. pelykosaurů.

## Popis

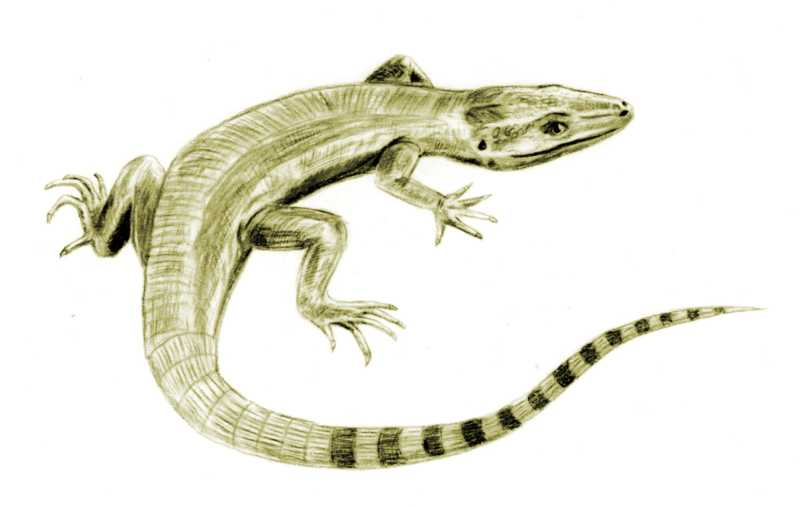
Archaeothyris (rekonstrukce)

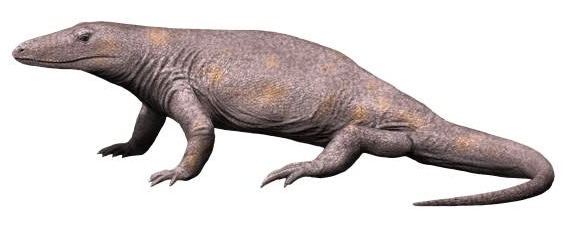
Varanosaurus (rekonstrukce)

Šlo o dravá zvířata proměnlivé velikosti těla. Nejstarší známý zástupce, rod Archaeothyris, dosahoval délky těla asi 50 cm včetně ocasu, přičemž lebka měřila jen asi 9 cm. Obličejová část lebky byla dlouhá a štíhlá, s malými ostrými zuby. Naproti tomu zástupci typového rodu Ophiacodon představovali mohutnější zvířata, s celkovou délkou těla 1,5–3 m, masivními končetinami a rozměrnou lebkou, jež se vyznačovala úzkým čenichem a vysoko posazenými očnicemi a spánkovými otvory. Rodu Ophiacodon oproti prve jmenovanému chybí náznaky špičáků. Je možné, že do určité míry holdoval životu ve vodě. Podobná ekologie se předpokládá také u rodu Varanosaurus, jenž se vyznačoval zploštělým čenichem a nezvykle tvarovanými obratli, připomínajícími spíše obratle některých primitivnějších čtyřnožců (ovšem asi v důsledku konvergentní evoluce).
Ve fosilním záznamu se čeleď Ophiacodontidae objevuje mezi karbonským věkem moskov a permským věkem kungur před asi 309,8 až 274,4 miliony lety. Většina nálezů pochází ze Severní Ameriky, menší množství z Evropy, přičemž rod Archaeothyris byl nalezen i v českých souvrstvích moskovského věku. Osudným se této skupině stalo vymírání na přelomu kunguru a roadu (resp. na konci cisuralu), které postihlo i ostatní pelykosaury, již byli nahrazeni zástupci skupiny Therapsida. Ophiacodontidae jsou jednou z prvních vyhynulých skupin pelykosaurů.

## Systematika
Zástupci čeledi Ophiacodontidae jsou řazeni mezi tzv. pelykosaury, což je parafyletická – a proto spíše neformální – skupina raných synapsidů, jež by v monofyletické podobě měla zahrnovat i skupinu Therapsida včetně savců. Ophiacodontidae mohou představovat bazální linii pelykosaurů spolu s čeledí Varanopidae, jak demonstruje následující strom (objevují se však i jiné topologie). Za překonaný se pokládá systém sdružující zástupce čeledí Ophiacodontidae a Eothyrididae do společného taxonu Ophiacodontia.
|  | Ophiacodontidae |
|  |                 |
|  | Varanopidae     |
|  |                 |

|  | Eothyrididae |
|  |              |
|  | Caseidae     |
|  |              |

|  | Edaphosauridae                                                  |
|  |                                                                 |
|  | \| \| Sphenacodontidae \| \| \| \| \| \| Therapsida \| \| \| \| |
|  |                                                                 |
|  | Sphenacodontidae                                                |
|  |                                                                 |
|  | Therapsida                                                      |
|  |                                                                 |

|  | Sphenacodontidae |
|  |                  |
|  | Therapsida       |
|  |                  |

|  | Eothyrididae |
|  |              |
|  | Caseidae     |
|  |              |

|  | Edaphosauridae                                                  |
|  |                                                                 |
|  | \| \| Sphenacodontidae \| \| \| \| \| \| Therapsida \| \| \| \| |
|  |                                                                 |
|  | Sphenacodontidae                                                |
|  |                                                                 |
|  | Therapsida                                                      |
|  |                                                                 |

|  | Sphenacodontidae |
|  |                  |
|  | Therapsida       |
|  |                  |

|  | Ophiacodontidae |
|  |                 |
|  | Varanopidae     |
|  |                 |

|  | Eothyrididae |
|  |              |
|  | Caseidae     |
|  |              |

|  | Edaphosauridae                                                  |
|  |                                                                 |
|  | \| \| Sphenacodontidae \| \| \| \| \| \| Therapsida \| \| \| \| |
|  |                                                                 |
|  | Sphenacodontidae                                                |
|  |                                                                 |
|  | Therapsida                                                      |
|  |                                                                 |

|  | Sphenacodontidae |
|  |                  |
|  | Therapsida       |
|  |                  |

|  | Eothyrididae |
|  |              |
|  | Caseidae     |
|  |              |

|  | Edaphosauridae                                                  |
|  |                                                                 |
|  | \| \| Sphenacodontidae \| \| \| \| \| \| Therapsida \| \| \| \| |
|  |                                                                 |
|  | Sphenacodontidae                                                |
|  |                                                                 |
|  | Therapsida                                                      |
|  |                                                                 |

|  | Sphenacodontidae |
|  |                  |
|  | Therapsida       |
|  |                  |

|  | Ophiacodontidae |
|  |                 |
|  | Varanopidae     |
|  |                 |

|  | Eothyrididae |
|  |              |
|  | Caseidae     |
|  |              |

|  | Edaphosauridae                                                  |
|  |                                                                 |
|  | \| \| Sphenacodontidae \| \| \| \| \| \| Therapsida \| \| \| \| |
|  |                                                                 |
|  | Sphenacodontidae                                                |
|  |                                                                 |
|  | Therapsida                                                      |
|  |                                                                 |

|  | Sphenacodontidae |
|  |                  |
|  | Therapsida       |
|  |                  |

|  | Eothyrididae |
|  |              |
|  | Caseidae     |
|  |              |

|  | Edaphosauridae                                                  |
|  |                                                                 |
|  | \| \| Sphenacodontidae \| \| \| \| \| \| Therapsida \| \| \| \| |
|  |                                                                 |
|  | Sphenacodontidae                                                |
|  |                                                                 |
|  | Therapsida                                                      |
|  |                                                                 |

|  | Sphenacodontidae |
|  |                  |
|  | Therapsida       |
|  |                  |

|  | Ophiacodontidae |
|  |                 |
|  | Varanopidae     |
|  |                 |

|  | Eothyrididae |
|  |              |
|  | Caseidae     |
|  |              |

|  | Edaphosauridae                                                  |
|  |                                                                 |
|  | \| \| Sphenacodontidae \| \| \| \| \| \| Therapsida \| \| \| \| |
|  |                                                                 |
|  | Sphenacodontidae                                                |
|  |                                                                 |
|  | Therapsida                                                      |
|  |                                                                 |

|  | Sphenacodontidae |
|  |                  |
|  | Therapsida       |
|  |                  |

|  | Eothyrididae |
|  |              |
|  | Caseidae     |
|  |              |

|  | Edaphosauridae                                                  |
|  |                                                                 |
|  | \| \| Sphenacodontidae \| \| \| \| \| \| Therapsida \| \| \| \| |
|  |                                                                 |
|  | Sphenacodontidae                                                |
|  |                                                                 |
|  | Therapsida                                                      |
|  |                                                                 |

|  | Sphenacodontidae |
|  |                  |
|  | Therapsida       |
|  |                  |

Za popisnou autoritu čeledi Ophiacodontidae je považován Franz Nopcsa (1923); synonymními pojmenováními jsou Clepsydropidae Cope, 1878 a Poliosauridae Case, 1907. Následující abecední seznam rodů vychází z databáze Fossilworks:
- Archaeothyris Reisz, 1972
- Baldwinonus Romer & Price, 1940
- Clepsydrops Cope, 1875
- Diopeus Cope, 1892
- Elcabrosaurus Case, 1907
- Ophiacodon Marsh, 1878
- Stereophallodon Romer, 1937
- Stereorhachis Gaudry, 1880
- Varanosaurus Broili, 1904